# War Room: Siła modlitwy
War Room: Siła modlitwy (org. War Room) − amerykański film dramatyczny z chrześcijańskim przesłaniem. Swoja premierę miał w 2015 roku. 
W Polsce znany też pod alternatywnymi tytułami Pokój zmagań oraz Siła modlitwy.

## Treść
Tony i Elizabeth Jordanowie są z pozoru szczęśliwym małżeństwem. W rzeczywistości ich związek przeżywa poważny kryzys. Parze coraz trudniej się porozumieć, a ich rozmowy często zamieniają się w kłótnie. Pewnego dnia Elizabeth, z zawodu agentka nieruchomości, poznaje nową klientkę - Clarę Williams. Clara pomaga pogrążonej w kryzysie mężatce odkryć siłę modlitwy.

## Główne role
- Priscilla Shirer - Elizabeth Jordan
- T.C. Stallings - Tony Jordan
- Karen Abercrombie - Clara Williams
- Michael Jr. - Michael
- Alena Pitts - Danielle Jordan
- Beth Moore - Mandy
- Tenae Downing - Veronica Drake
- Ben Davies - policjant